# Soliton optique

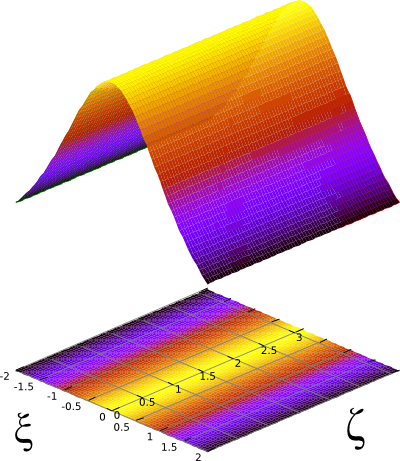
Soliton optique fondamental

Un soliton optique est une impulsion électromagnétique se propageant sans déformation. Par sa nature même, elle est solution stable de l'équation de propagation dans le milieu qu'elle traverse (typiquement une fibre optique).

## Origine

Action de l'automodulation de phase et de la dispersion.

Le soliton naît d'un équilibre entre deux effets qui se compensent. Dans le cas d'un soliton optique, ces effets sont essentiellement l'automodulation de phase et la dispersion anormale. Imaginons une impulsion électromagnétique se propageant. L'automodulation de phase décale vers les plus basses fréquences (donc les plus grandes longueurs d'onde) le front de l'impulsion, et inversement décale vers les courtes longueurs d'onde la traîne de l'impulsion. La dispersion anormale décale vers le front de l'impulsion les hautes fréquences, les basses fréquences se retrouvant à la traîne (le rouge se propage ici moins vite que le bleu, contrairement au cas d'une dispersion normale). 
Donc, entre l'automodulation de phase qui agissant sur le spectre de l'impulsion tend à rendre le front plus rouge et la traîne plus bleue, et la dispersion anormale qui agissant sur le profil temporel de l'impulsion tend à rendre le front plus bleu et la traîne plus rouge, l'impulsion trouve une forme qui équilibre les deux effets. La théorie montre qu'il s'agit d'une forme en sécante hyperbolique.